# Neotragus
Neotragus là một chi động vật có vú trong họ Bovidae, bộ Artiodactyla. Chi này được C. H. Smith miêu tả năm 1827. Loài điển hình của chi này là Capra pygmea Linnaeus, 1758.

## Các loài
Chi này gồm 3 loài:
- Linh dương lùn - Neotragus batesi
- Neotragus moschatus
- Linh dương hoàng gia - Neotragus pygmaeus

## Hình ảnh

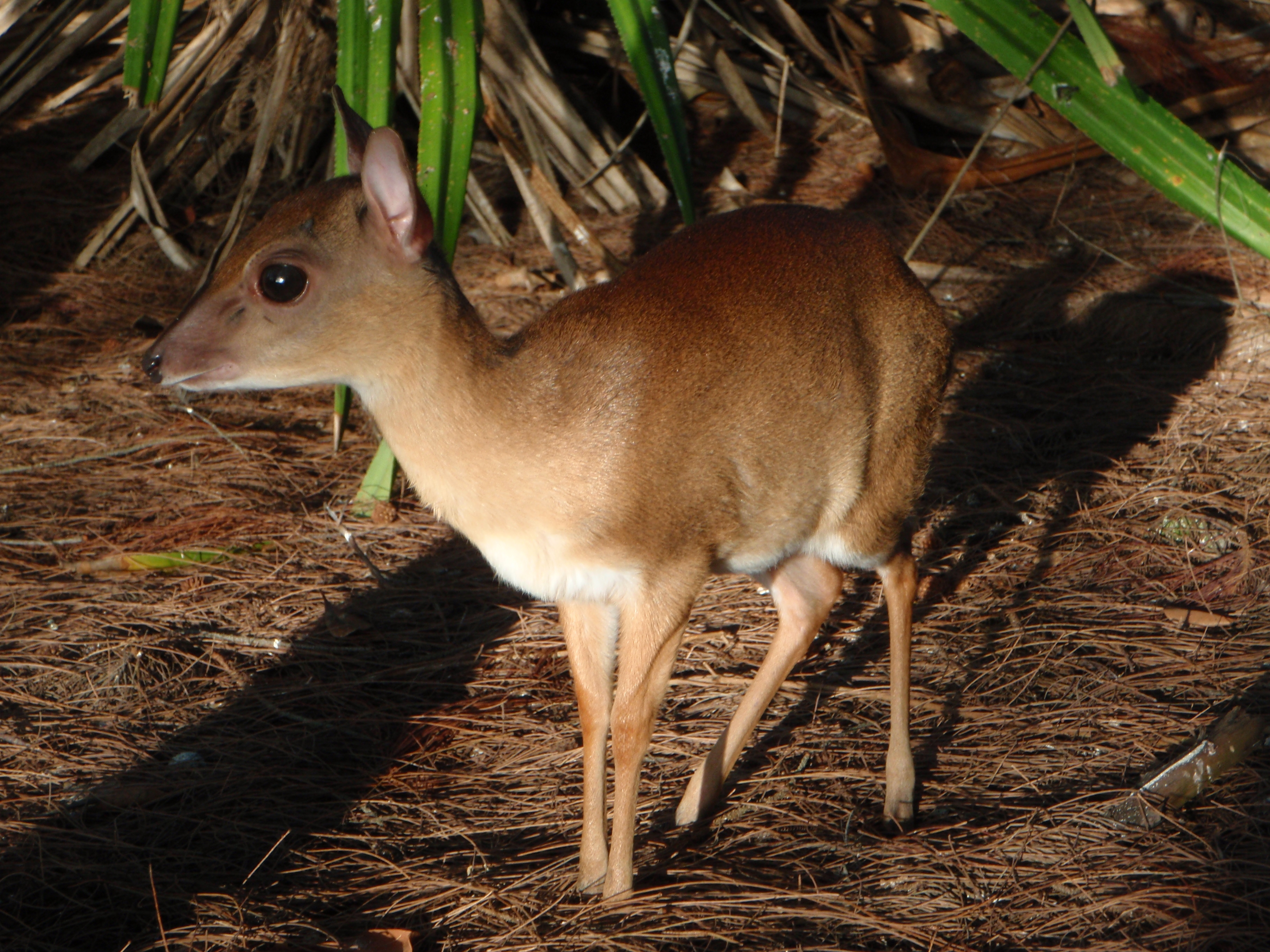
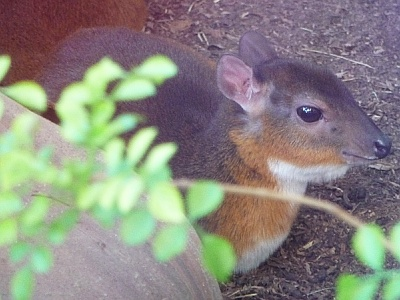